# Luigi Capello
Pour les articles homonymes, voir Luigi Capello (général) et Capello.
Luigi Giovanni Vitale Capello (né le 2 janvier 1843 à Turin et mort le 16 février 1902 à Paris) est un peintre italien du XIXe siècle, connu pour avoir décoré de nombreuses églises au Québec et pour avoir été le maître d'artistes tels qu'Ozias Leduc.

## Biographie
Luigi Capello vient d'une famille religieuse. Il étudie la peinture à l'Accademia Albertina de Turin puis à l'Accademia di San Luca de Rome. Vers 1875, il émigre à Montréal où il exécute les œuvres qui ornent l'église Saint-Paul-l'Ermite. 
Par la suite, il reçoit de nombreuses commandes à travers tout le Québec : Saint-Hugues (1875), Saint-Alexandre-de-Kamouraska (1876), Saint-Anne de Yamachiche (1879), Saint-Isidore de Laprairie (1885), Saint-Joachim à Pointe-Claire (1885), Notre-Dame (1879) et Saint-Joseph (1884-1885) à Montréal et Sacré-Cœur à L'Assomption. Il pratique alors la technique du trompe-l'œil que pratique Napoléon Bourassa à partir de 1870.  
En 1896-1897, il réalise sa dernière œuvre connue en sol canadien en créant le décor de la Chapelle des Ursulines de Trois-Rivières.
Durant sa carrière, il exécute également des rideaux de scène, des portraits et même un panorama représentant l'intérieur de la Basilique Saint-Pierre de Rome.
Il avait épousé Marie-Louise Lebrun à Montréal en 1881, cousine et future femme d'Ozias Leduc.  Il est mort à Paris en 1902.

## Annexes

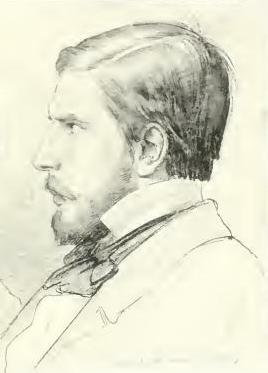
Enrico Gamba, maître.
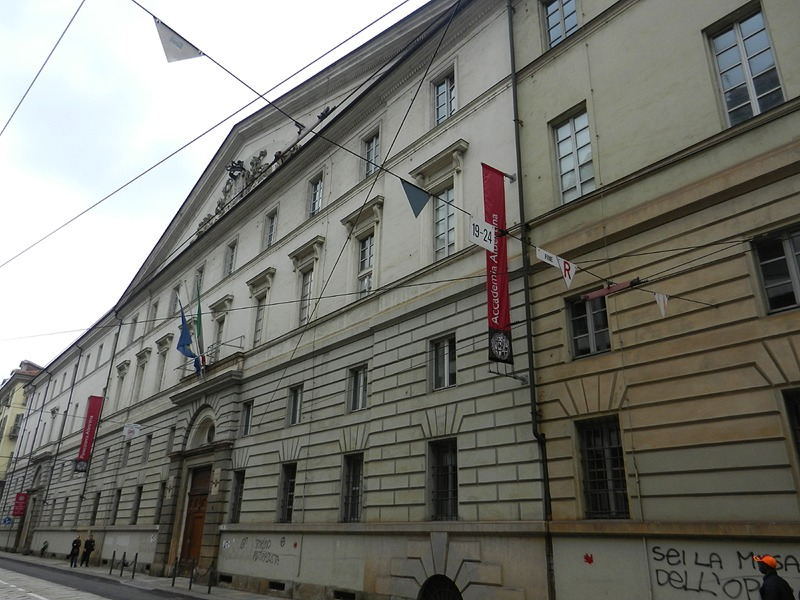
Accademia Albertina di Belle Arti, Turin.
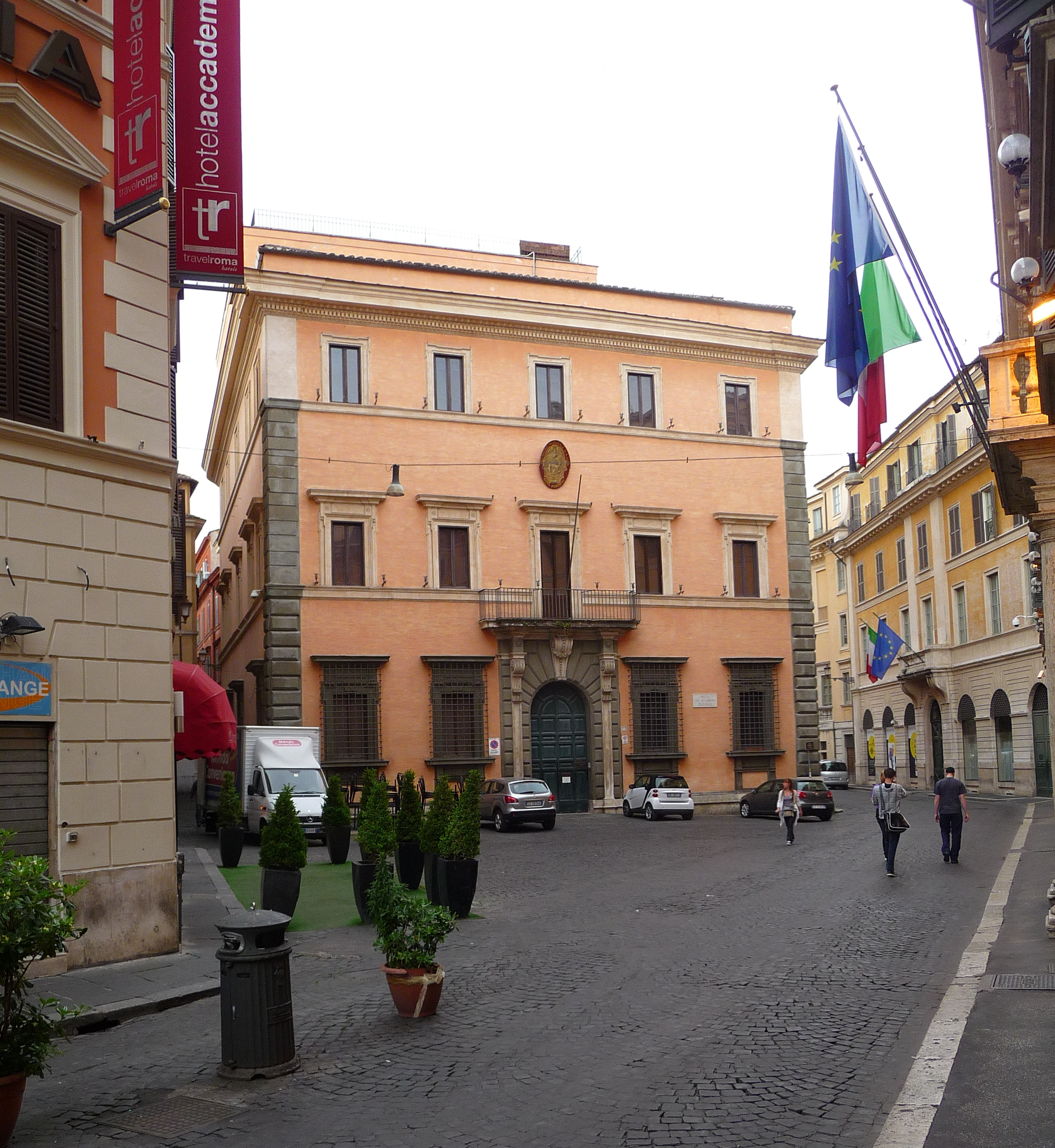
Accademia di San Luca de Rome.
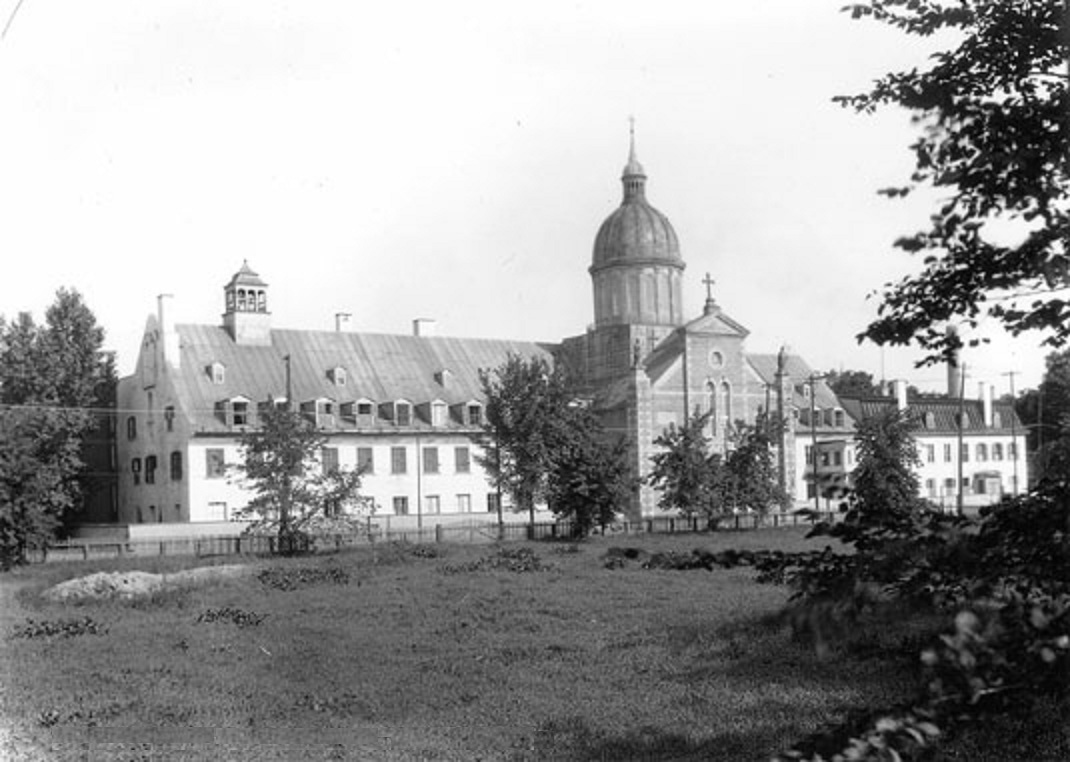
Monastère des Ursulines, Trois-Rivières, 1928.
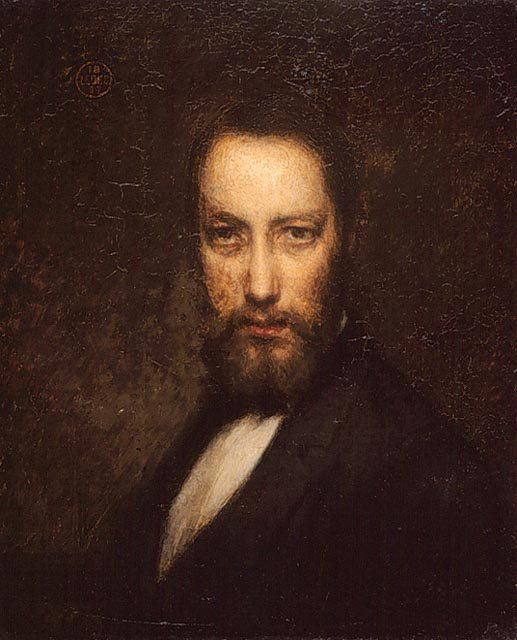
Ozias Leduc, élève.